# 859
859 (DCCCLIX) fue un año común comenzado en domingo del calendario juliano, en vigor en aquella fecha.

## Acontecimientos
- Batalla de Albelda - Importante victoria de García Íñiguez de Pamplona y Ordoño I de Asturias contra el emir Abderramán II de Córdoba.
- Los vikingos remontan los ríos Ebro, Aragón y Arga, saquean Pamplona por segunda vez y raptan al rey de Navarra García Íñiguez de Pamplona.
- Incendio de París a manos de los vikingos.
- Se funda la Universidad de Qarawiyyin.
- 30 de diciembre: un fuerte terremoto sacude las costas de Siria, causando la destrucción de varias ciudades y provocando muchas muertes.

## Fallecimientos
- 11 de marzo: San Eulogio de Córdoba, obispo mozárabe, murió decapitado.